# 6620 Peregrina
6620 Peregrina è un asteroide della fascia principale. Scoperto nel 1973, presenta un'orbita caratterizzata da un semiasse maggiore pari a 2,6802176 au e da un'eccentricità di 0,2796053, inclinata di 7,60881° rispetto all'eclittica.
Il nome si riferisce direttamente al sostantivo latino peregrinus (pellegrino): il viaggio continuo degli asteroidi può infatti ben essere paragonato ai pellegrinaggi di massa del Medioevo.